# Anapisa vanoyei
Anapisa vanoyei är en fjärilsart som beskrevs av Sergius G. Kiriakoff 1952. Anapisa vanoyei ingår i släktet Anapisa och familjen björnspinnare. Inga underarter finns listade i Catalogue of Life.